# Akeley (Minnesota)
Akeley è un comune degli Stati Uniti d'America, situato nello Stato del Minnesota, nella Contea di Hubbard.